# Генріх XLV Ройсс
Принц Генріх XLV Ройсс молодшої лінії (нім. Heinrich XLV Prinz Reuß jüngerer Linie; 13 травня 1895, замок Еберсдорф, Заальбург-Еберсдорф — імовірно 1945) — німецький драматург, останній голова молодшої лінії знатного роду Ройсс.

## Біографія

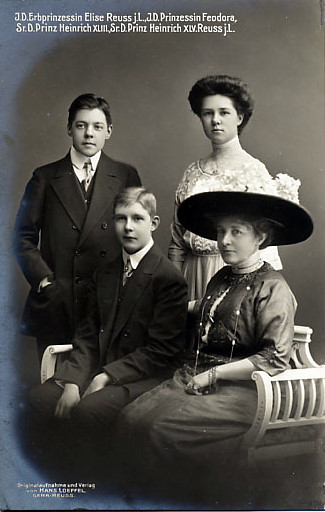
Принц Генріх (сидить) з матір'ю, сестрою Вікторією Феодорою і братом Генріхом XLIII.

Молодший син князя Генріха XXVII і його дружини Елізи, уродженої принцеси Гогенлое-Лангенбурзької. Навчався в гімназіях Гери і Дрездена. Учасник Першої світової війни, оберлейтенант 7-го Тюринзького піхотного полку № 96. Після війни вивчав літературу, музикознавство і філософію в університетах Лейпцига, Марбурга, Мюнхена і Кіля. Принц Генріх був палким любителем театру, працював режисером, сценаристом і консультантом, а з 1923 року — керівником драматургічного відділу Рурського театру в Гері. Разом із Германом Оппенгаймом заснував ансамблі «Німецький музичний театр». В 1934 році залишив керівництво ансамблем, коли ансамбль став частиною Націонал-соціалістичного культурного товариства.
В серпні 1945 року принц Генріх був заарештований і викрадений радянськими військами у сімейному замку Еберсдорф як член НСДАП і такий, що співчував нацистам з початку 1930-х років., а все його майно (включаючи 4 замки) було конфісковане радянською окупаційною владою. Подальша доля принца невідома. Скоріше за все, він був інтернований у спецтабір НКВС № 2 «Бухенвальд», де і помер, проте його імені немає у списках померлих в таборах. 5 січня 1962 року Бюдінгенський суд офіційно визнав принца померлим до 31 грудня 1953 року.

## Сім'я
Принц Генріх не був одружений і не мав дітей. В 1935 року всиновив свого далекого родича, принца Генріх I Ройсс-Кестріцького, який не міг стати спадкоємцем вітчима як голови дому. Спадкоємцем Генріха став князь Генріх IV Ройсс-Кестріцький, який очолив весь дім Ройсс.

## Нагороди
- Залізний хрест 2-го класу
- Почесний хрест ветерана війни з мечами